# 霍德納山脈
35°49′0″N 4°51′0″E / 35.81667°N 4.85000°E

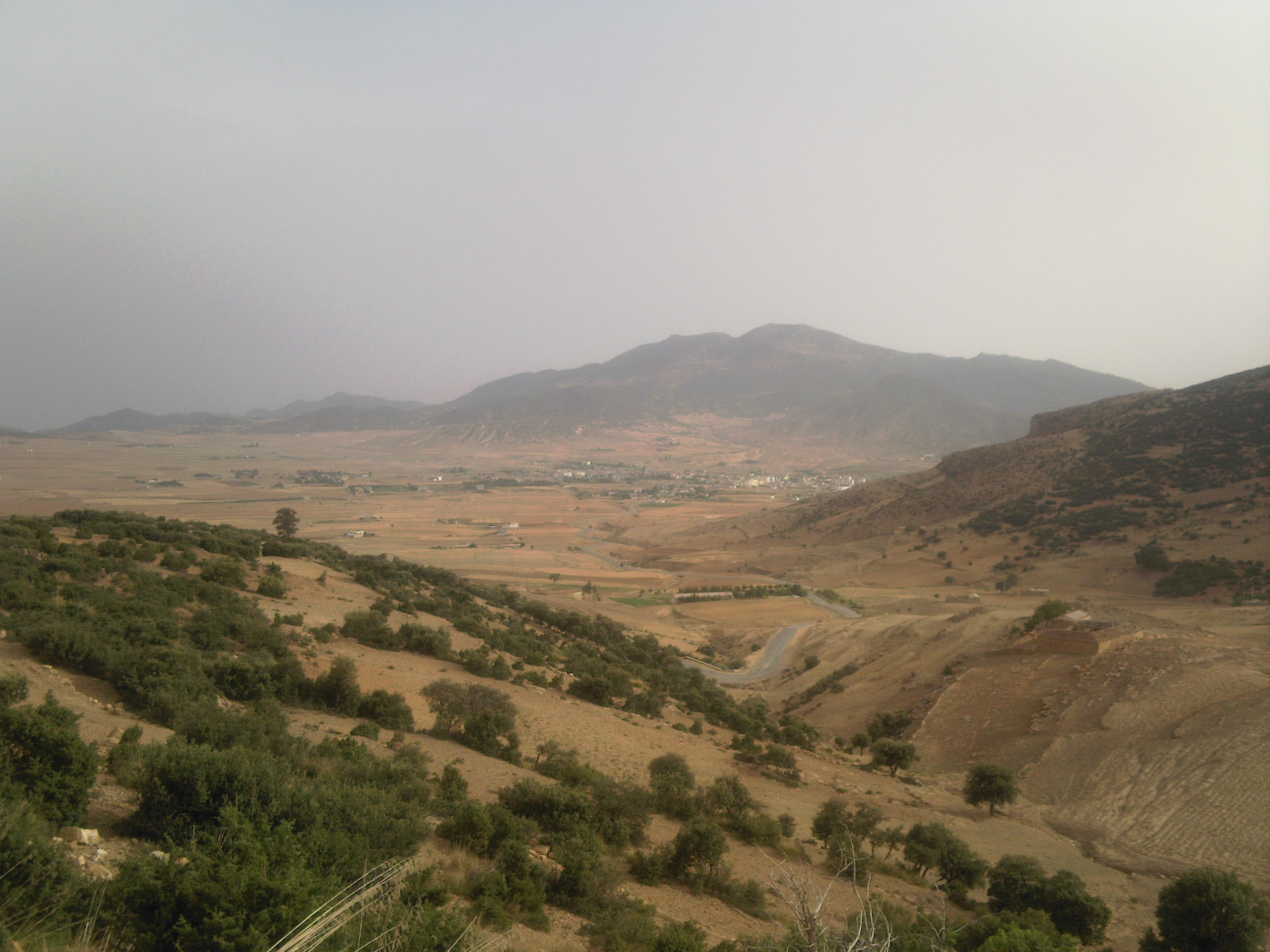

霍德納山脈（阿拉伯语：‎），是阿爾及利亞的山脈，位於該國東北部，屬於撒哈拉阿特拉斯山脈的一部分，處於卡比利亞地區以南，長90公里、寬22公里，最高點海拔高度1,902米。